# Chen Muhua

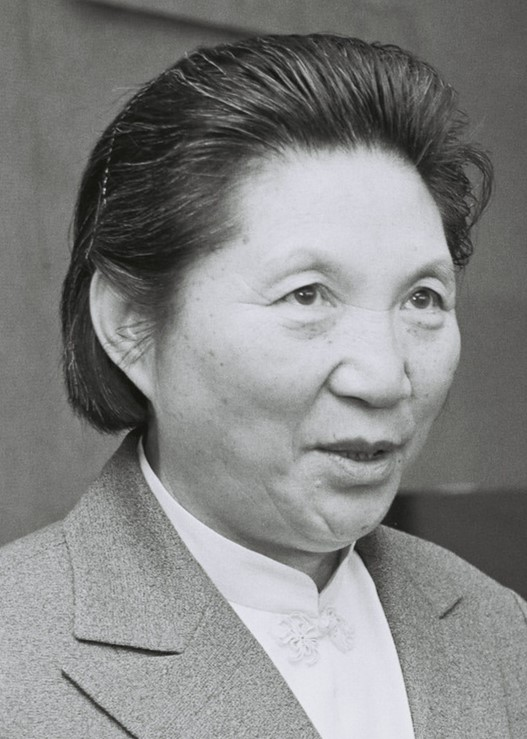
Chen Muhua (1983)

Chen Muhua (chinesisch 陈慕华; * 1921 in Qingtian, Zhejiang; † 12. Mai 2011 in Peking) war eine chinesische Politikerin der Kommunistischen Partei Chinas (KPCh), die unter anderem von 1977 bis 1987 Kandidatin des Politbüros der Kommunistischen Partei Chinas, zwischen 1978 und 1982 Vize-Ministerpräsidentin sowie von 1982 bis 1988 Mitglied im Staatsrat der Volksrepublik China war. Sie war von 1985 bis 1988 Gouverneurin der Chinesischen Volksbank sowie zwischen 1988 und 1998 Vize-Vorsitzende des Ständigen Ausschusses des Nationalen Volkskongresses. Darüber hinaus war sie ebenfalls von 1988 bis 1998 Vorsitzende der All-Chinesischen Frauenvereinigung (ACFV).

## Leben

### Zweiter Japanisch-Chinesischer Krieg und Bürgerkrieg
Chen Muhua besuchte mit Unterstützung eines Onkels, der Offizier der Luftstreitkräfte der Kuomintang war, die Mittelschule und begann während des Zweiten Japanisch-Chinesischen Krieges (7. Juli 1937 bis 9. September 1945) mit der Unterstützung der Kommunistischen Partei Chinas (KPCh). Zu diesem Zweck ging sie 1938 nach Yan’an und kehrte erst 1945 nach dem Tode ihrer Mutter in ihre Geburtsstadt zurück. In Yan’an absolvierte sie eine Ausbildung im Fach Militärwissenschaft an der Antijapanischen Volksuniversität für Militär und Politik, deren Präsident der spätere Verteidigungsminister Marschall Lin Biao war. Nachdem sie feststellte, dass für die Zukunft keine Ausbildung für weibliche Stabsoffiziere vorgesehen war, wandte sie sich mit einem Schreiben unmittelbar an Mao Zedong bei dessen Rede vor Studentinnen, in der er sie zur Ausbildung in Funktechnik, Medizin und Krankenpflege aufforderte. Einige Tage darauf bewilligte Mao die Zulassung von weiblichen Aspiranten zum Stabslehrgang, woraufhin von den 100 Studenten zwölf Frauen ihre Ausbildung aufnahmen, darunter Chen Muhua. Zu den Dozenten zählten namhafte Offiziere wie Zhu De, Chen Yun und der als Berater für die Kommunistische Internationale tätige KPD-Funktionär Otto Braun alias Li De. Sie durchlief die gleiche harte körperliche und militärische Ausbildung wie die männlichen Studenten. Nach Abschluss der Ausbildung wurde sie als erste Frau in den Stab von General Xiao Jinguang abgeordnet und diente in verschiedenen Verwendungen während des Zweiten Japanisch-Chinesischen Krieges wie zum Beispiel als Stabsoffizierin des 5. Garnisonsregiments der Rückwärtigen Dienste in Yan’an, als Bildungsstabsoffizierin sowie Forschungsoffizierin im Hauptquartier des Regiments. Von der sogenannten „Berichtigungsbewegung“ wurde sie allerdings 1942 wegen ihres Onkels kritisiert und trotz einer bestehenden Schwangerschaft tagelang verhört. Erst nach der Einflussnahme des späteren Ministerpräsidenten Zhou Enlai wurde diese Tortur beendet. Während der Endphase des Chinesischen Bürgerkrieges von 1945 bis 1949 wurde sie ins Hauptquartier der Militärregion Rehe versetzt, wo sie im Eisenbahnamt, einem Bergwerk sowie als Leiterin einer Krankenpflegeschule und eines Krankenhauses eingesetzt war.

### Funktionärin in der Volksrepublik China

#### Aufstieg zur Vize-Ministerpräsidentin und Kandidatin des Politbüros
Nach Gründung der Volksrepublik China am 1. Oktober 1949 wechselte Chen Muhua in die Wirtschaft und nahm in den 1950er Jahren an den Planungen zum Aufbau des Kommunikations- und Transportnetzwerkes teil. Sie war in dieser Zeit Leiterin des Eisenbahnamtes sowie Leiterin der Abteilung für Langzeitplanung im Transportamt, das zur Staatlichen Planungskommission gehörte. Nach der Einrichtung des Allgemeinen Verbindungsamtes für auswärtige Wirtschaftsbeziehungen war sie dort zuständig für wirtschaftliche Hilfeleistungen für afrikanische Staaten. Während der 1966 begonnenen Kulturrevolution wurde sie als „kapitalistische Abweichlerin“ kritisiert, die zu einer „weißen Expertenreihe“ gehöre und nicht „rot“ sowie loyal zu Mao Zedong sei. Der Grund für die Kritik war, dass sie vorgeschlagen hatte, diejenigen, die auswärtige Wirtschaftsbeziehungen unterhielten, auch ausländische Sprachen lernen sollten. Zudem wurde das Gerücht verbreitet, sie sei eine Nichte des taiwanesischen Politikers und ehemaligen Vizepräsidenten Chen Cheng. Dies führte auch zur Beschuldigung ihres Bruders, der in der Provinz Heilongjiang tätig war und deswegen zum Tode verurteilt wurde.
Erst 1970 übernahm Chen Muhua als Vize-Ministerin für Auswärtige Wirtschaftsbeziehungen wieder ein höheres Amt, das direkt Ministerpräsident Zhou Enlai unterstellt war. Dieses Vertrauensverhältnis führte zu ihrem weiteren Aufstieg in den kommenden Jahren. Auf dem X. Parteitag der Kommunistischen Partei Chinas wurde sie erstmals Mitglied des Zentralkomitees der Kommunistischen Partei Chinas (ZK der KPCh) und gehörte diesem Gremium bis zum XIII Parteitag 1992 an. Im November 1976 wurde sie Ministerin für Auswärtige Wirtschaftsbeziehungen und bekleidete diese Funktion bis März 1982. Zugleich fungierte sie zwischen dem 5. März 1978 und dem 4. Mai 1982 als Vize-Ministerpräsidentin. Des Weiteren war sie von März 1981 bis April 1982 auch Vorsitzende der Nationalen Familienplanungskommission. Sie war anschließend vom 4. Mai 1982 bis zum 9. April 1988 Mitglied im Staatsrat der Volksrepublik China und zwar zunächst von März 1982 bis März 1985 als Ministerin für außenwirtschaftliche Beziehungen und Außenhandel. Zur Erhöhung der Exporte erhielt sie die Zusage der Partei, dass Kommunalverwaltungen und Handelseinheiten 25 Prozent ihrer außenwirtschaftlichen Einkünfte behalten dürften und diese zu jeweils 50 Prozent auf Kommunalverwaltung und Handelseinheit aufgeteilt würden. Dies führte zu einem erheblichen Anstieg der gesamten Exporte und einem Wachstum der Exporteinnahmen auf über 30 Milliarden US-Dollar. Als Ministerin für außenwirtschaftliche Beziehungen und Außenhandel führte sie Verhandlungen mit ausländischen Staaten und Unternehmen und galt als harte Verhandlungspartnerin, die die staatlichen und wirtschaftlichen Interessen Chinas vertrat. Auf dem XI. Parteitag der KPCh (12. bis 18. August 1977) wurde sie zur Kandidatin des Politbüros gewählt und verblieb nach ihrer Wiederwahl auf dem XII. Parteitag der KPCh (1. bis 12. September 1982) in dieser Funktion bis zum XIII. Parteitag der KPCh (25. Oktober bis 2. November 1987).

#### Gouverneurin der Volksbank und Vorsitzende des Frauenverbandes
Im Anschluss war Chen Muhua als Nachfolgerin von Lu Peijian zwischen dem 21. März 1985 und ihrer Ablösung durch Li Guixian am 12. April 1988 Gouverneurin der Chinesischen Volksbank. In dieser Funktion war sie als Vorsitzende dieser Zentralbank für die Kontrolle und Regulierung der Makroökonomie des gesamten Landes verantwortlich. Als Gouverneurin der Volksbank führte sie eine engere Kontrolle der Währung Renminbi sowie von Kreditgenehmigungen ein. So verlas sie Kreditanfragen von oder zugunsten Parteifunktionären öffentlich auf Sitzungen, so dass derartige Anfragen stark abnahmen, wobei sie das persönliche Risiko von Anfeindungen höherer Funktionäre trug. Sie überwachte und stärkte ferner die Beziehungen der Volksbank zu anderen Banken, um dadurch die Rolle als Zentralbank effektiver erfüllen zu können, sowohl zur Unterstützung als auch zur Aufsicht der anderen Banken. Sie verbesserte dadurch zugleich die Infrastruktur zahlreicher Zweigstellen und Abteilungen der Volksbank. In der Vergangenheit wurden die Geldtransporte ländlicher Banken nur mit einfachen Fahrzeugen durchgeführt, woraufhin sie Zweigstellen zum sicheren Geldtransport bauen und organisieren ließ. Am Wesentlichsten war jedoch ihre Überzeugung, dass mit den Finanzsektoren anderer Länder interagieren musste. Zu diesem Zweck wurde die Volksrepublik China 1986 Mitglied der Asiatischen Entwicklungsbank und 1989 Gastgeber von deren jährlichem Treffen. Sie selbst war sowohl Mitglied des Verwaltungsrates der Asiatischen Entwicklungsbank als auch der Afrikanischen Entwicklungsbank.
Nach Ende der Tätigkeit als Gouverneurin der Volksbank wurde Chen Muhua am 13. April 1988 Vize-Vorsitzende des Ständigen Ausschusses des Nationalen Volkskongresses und hatte dieses Amt zehn Jahre lang bis zum 5. März 1998 inne. Wenige Monate später übernahm sie im September 1988 von Kang Keqing zudem die Funktion als Vorsitzende der All-Chinesischen Frauenvereinigung (ACFV), die sie bis zu ihrer Ablösung durch Peng Peiyun im Mai 1998 bekleidete. Die Übernahme dieser Funktion kam überraschend, da sie bislang nicht in der Frauenarbeit tätig war. Sie verband in der Folgezeit die Frauenarbeit mit der Wirtschaftsarbeit und erweiterte insbesondere die Möglichkeiten der Landfrauen durch Alphabetsierungsmaßnahmen, um dadurch die Unterstützung in der Landwirtschaft zu erhöhen. Ihre sogenannte „Lerne zu Lesen und Lerne eine Befähigung“-Bewegung führte zur Alphabetisierung von mehr als zehn Millionen Frauen sowie zur Teilnahme von 90 Millionen Frauen an landwirtschaftlichen Fortbildungskursen. Sie errichtete zudem auf Gemeinde- und Provinzebene Verbindungsgruppen zu den Ministerien für Landwirtschaft, Forstwirtschaft und Wissenschaften sowie zu Planungs- und Ausleiheinrichtungen, um die praktische Zusammenarbeit zu erhöhen. Diese führte dazu, dass einfache Landarbeiterinnen eine wichtigere Rolle in der Landwirtschaftsproduktion sowie in dörflichen und städtischen Betrieben spielten.
Aus ihrer Ehe mit dem Parteifunktionär und Militärkommandeur Zhong Yi gingen vier Töchter hervor.